# 5. ústřední výbor Komunistické strany Číny
5. ústřední výbor Komunistické strany Číny (čínsky pchin-jinem Zhōngguó Gòngchǎndǎng dìwǔjiè Zhōngyāng Wěiyuánhuì, znaky zjednodušené 中国共产党第五届中央委员会) byl nejvyšší orgán Komunistické strany Číny v letech 1927–1928, mezi V. a VI. sjezdem. Na V. sjezdu pořádaném v dubnu–květnu 1927 jeho delegáti zvolili ústřední výbor o 31 členech a 14 kandidátech. Užší vedení strany vzápětí vybrané ústředním výborem – 5. politbyro, mělo osm členů (Čchen Tu-siou, Cchaj Che-sen, Li Wej-chan, Čchü Čchiou-paj, Čang Kuo-tchao, Tchan Pching-šan, Li Li-san a Čou En-laj) a dva kandidáty (Su Čao-čeng a Čang Tchaj-lej).

## Složení
Členové ústředního výboru zvolení na V. sjezdu:
- Čchen Tu-siou (陈独秀)
- Li Wej-chan (李维汉)
- Čchü Čchiou-paj (瞿秋白)
- Cchaj Che-sen (蔡和森)
- Li Li-san (李立三)
- Teng Čung-sia (邓中夏)
- Su Čao-čeng (苏兆征)
- Siang Jing (项英)
- Siang Čung-fa (向忠发)
- Čang Kuo-tchao (张国焘, do listopadu 1927)
- Luo I-nung (罗亦农, zabit Kuomintagem v dubnu 1928)
- Čao Š’-jen (赵世炎, zabit Kuomintagem v červenci 1927)
- Čang Tchaj-lej (张太雷, zabit v prosinci 1927)
- Čchen Jen-nien (陈延年, zabit Kuomintagem v červenci 1927)
- Tchan Pching-šan (谭平山, vyloučen ze strany v listopadu 1927)
- Čou En-laj (周恩来)
- Liou Šao-čchi (刘少奇)
- Žen Pi-š’ (任弼时)
- Jün Taj-jing (恽代英)
- Pcheng Pchaj (彭湃)
- Sia Si (夏曦)
- Che Čchang (贺昌)
- I Li-žung (易礼容, do března 1928)
- Pcheng Šu-č’ (彭述之, odvolán v dubnu 1928)
- Jang Č’-chua (杨之华, žena)
- Luo Ču (罗珠)
- Luo Čang-lung (罗章龙)
- Li Ti-šeng (李涤生)
- Ku Šun-čang (顾顺章)
- Jang Čchi-šan (杨其珊)
- Čchen Čchiao-nien (陈乔年, zatčen Kuomintangem a v červnu 1928 zabit)

Později byli zvoleni:
- v srpnu 1927 Pcheng Kung-ta (彭公达, odvolán v listopadu 1927)
- v květnu 1928 Luo Teng-sien (罗登贤)

Kandidáti ústředního výboru zvolení na V. sjezdu:
- Mao Ce-tung (毛泽东)
- Kuo Liang (郭亮, zabit Kuomintangem v březnu 1928)
- Chuang Pching (黄平)
- Wu Jü-ming (吴雨铭)
- Lu Čchen (陆沉, odvolán v listopadu 1927)
- Liou Po-čuang (刘伯庄, do června 1928)
- Jüan Ta-š’ (袁达时, do června 1928)
- Mao Kche-wen (毛科文)
- Čchen Tchan-čchiou (陈潭秋)
- Süe Liou (薛六)
- Lin Jü-na (n林育南)
- Čuang Wen-kung (庄文恭, do května 1928)
- Li Čen-jing (李震瀛)
- Wang Ja-čang (王亚璋, žena)